# West View (Pennsylvania)
West View è una borough degli Stati Uniti d'America, nella contea di Allegheny nello Stato della Pennsylvania. Secondo il censimento del 2000 la popolazione è di 7.277 abitanti.

## Società

### Evoluzione demografica
La composizione etnica vede una prevalenza della razza bianca (97,62%), seguita da quella afroamericana (0,93%), dati del 2000.
| borough di West View Popolazione |       |
| 2000                             | 7.277 |
| Stima al 01-07-07                | 6.725 |